# DSO severního Písecka
DSO severního Písecka je dobrovolný svazek obcí v okresu Písek, jeho sídlem jsou Čimelice a jeho cílem je regionální rozvoj. Sdružuje celkem 26 obcí a byl založen v roce 2001.

## Obce sdružené v mikroregionu
- Boudy
- Cerhonice
- Čimelice
- Čížová
- Dobev
- Drhovle
- Horosedly
- Kestřany
- Kožlí
- Králova Lhota
- Lety
- Minice
- Mirotice
- Mirovice
- Mišovice
- Myslín
- Nerestce
- Nevězice
- Orlík nad Vltavou
- Ostrovec
- Probulov
- Předotice
- Rakovice
- Smetanova Lhota
- Varvažov
- Vráž